# Lennart Strandberg
Lennart Strandberg (Malmö, 26 marzo 1915 – Ystad, 23 dicembre 1989) è stato un velocista svedese.

## Biografia
Partecipò alle Olimpiadi di Berlino 1936 dove giunse sesto nella finale dei 100 metri vinta da Jesse Owens. Nel settembre dello stesso anno eguagliò il record europeo sulla distanza con il tempo di 10"3, a un decimo dal fresco record del mondo stabilito da Owens.
Nel 1938 vinse una medaglia d'argento e una di bronzo ai campionati europei di Parigi.

## Palmarès
| Anno | Manifestazione     | Sede    | Evento                | Risultato | Prestazione | Note  |
| ---- | ------------------ | ------- | --------------------- | --------- | ----------- | ----- |
| 1936 | Giochi olimpici    | Berlino | 100 metri             | 6º        | 10"9        | [ 1 ] |
| 1938 | Campionati europei | Parigi  | 100 metri             | Bronzo    | 10"6        |       |
| 1938 | Campionati europei | Parigi  | Staffetta 4×100 metri | Argento   | 41"1        |       |